# 2012–2013-as magyar jégkorongbajnokság
A 2012-13-as szezonban az OB I. Bajnokság nem került külön kiírásra; a magyar bajnoki cím a MOL Ligában dőlt el; a kiírás szerint a MOL Ligában a legjobb helyezést elérő magyarországi csapat lett a magyar bajnok. Végül a bajnoki címet a Dunaújvárosi Acélbikák csapata nyerte.

## Csapatok
A MOL Liga magyarországi indulói, így az OB I bajnoki címért induló csapatok a 2012/13-as szezonban:
| Csapat               | Város                     | Jégcsarnok               | Befogadók. | Alapítva |
| -------------------- | ------------------------- | ------------------------ | ---------- | -------- |
| Dab.Docler           | Magyarország, Dunaújváros | Dunaújvárosi Jégcsarnok  | 4000       | 2006     |
| Ferencváros-ESMTK    | Magyarország, Budapest    | Pesterzsébeti Jégcsarnok | 1500       | 1928     |
| Miskolci Jegesmedvék | Magyarország, Miskolc     | Miskolci Jégcsarnok      | 1300       | 1978     |
| Újpesti TE           | Magyarország, Budapest    | Újpesti Jégcsarnok       | 1300       | 1955     |

## Bajnoki döntő
Bajnoki döntőnek a fentiek alapján a DAB.Docler - Miskolci Jegesmedvék között lejátszott MOL Liga elődöntő számított. Az összecsapás 3 győzelemig tartott, és a Dunaújvárosi Acélbikák nyerték 3:1 arányban. Az egyes mérkőzések eredményei:
| 2013. március 2. 18:00 (CET) | DAB.Docler                    | 7 – 2 | Miskolci Jegesmedvék | Dunaújváros |
| 2013. március 2. 18:00 (CET) | (4:1, 1:1, 2:0) (Jegyzőkönyv) |       |                      | Dunaújváros |

| 2013. március 3. 18:00 (CET) | DAB.Docler                    | 2 – 4 | Miskolci Jegesmedvék | Dunaújváros |
| 2013. március 3. 18:00 (CET) | (0:2, 2:1, 0:1) (Jegyzőkönyv) |       |                      | Dunaújváros |

| 2013. március 6. 18:00 (CET) | Miskolci Jegesmedvék          | 1 – 4 | DAB.Docler | Miskolc |
| 2013. március 6. 18:00 (CET) | (1:1, 0:0, 0:3) (Jegyzőkönyv) |       |            | Miskolc |

| 2013. március 7. 18:00 (CET) | Miskolci Jegesmedvék               | 1 – 2 hu. | DAB.Docler | Miskolc |
| 2013. március 7. 18:00 (CET) | (1:0, 0:1, 0:0, 0:1) (Jegyzőkönyv) |           |            | Miskolc |

## A bajnok
A szezon bajnoka a Dunaújvárosi Acélbikák.
A csapat összesen 31 játékost nevezett a 2012/13-as szezon mérkőzéseire, tehát ők a magyar bajnokok. Az összeállítás:
Kapusok:
Peter Sevela,
Kiss Tamás,
Cziller András,
Kéri Erik,
Valentincik Áron,
Mezőnyjátékosok:
Galanisz Nikandrosz,
Szappanos Dávid,
Pavuk Attila,
Azari Zsolt,
Peterdi Imre,
Somogyi Balázs,
Gröschl Tamás,
Kiss Ákos,
Victor Lindgren,
Hüffner Adrián,
Kiss Dániel,
Papp Viktor,
Marek Chvatal,
Virág Tamás,
Vaszjunyin Artyom,
Tőkési Lajos,
Jozef Mihalik,
Nagy Richárd,
Peter Huba,
Erdélyi Péter,
Szabados Róbert,
Papp Csaba,
Fabian Lundh,
Mestyán István,
Strenk Hunor,
Mátyásy Bence Marcell
Edzők:
Stephan Lundh,
Szilassy Zoltán,
Berényi Norbert

## Női bajnokság
A magyar felnőtt női jégkorong bajnokságot a 2012/13-as szezonban a Vasas HC nyerte. A bajnoki döntőben a Marilyn HC csapatát győzték le. A döntő két győzelemig tartott, és a Vasas csapata 2:0-ra nyerte (eredmények: 5:0, 3:2).